# Missense-mutation
En missense-mutation er en genetisk mutation hvori et nukleotid substitueres, hvilket resulterer i en ændring på det udtrykte aminosyre.